# Patriotismus in den Vereinigten Staaten

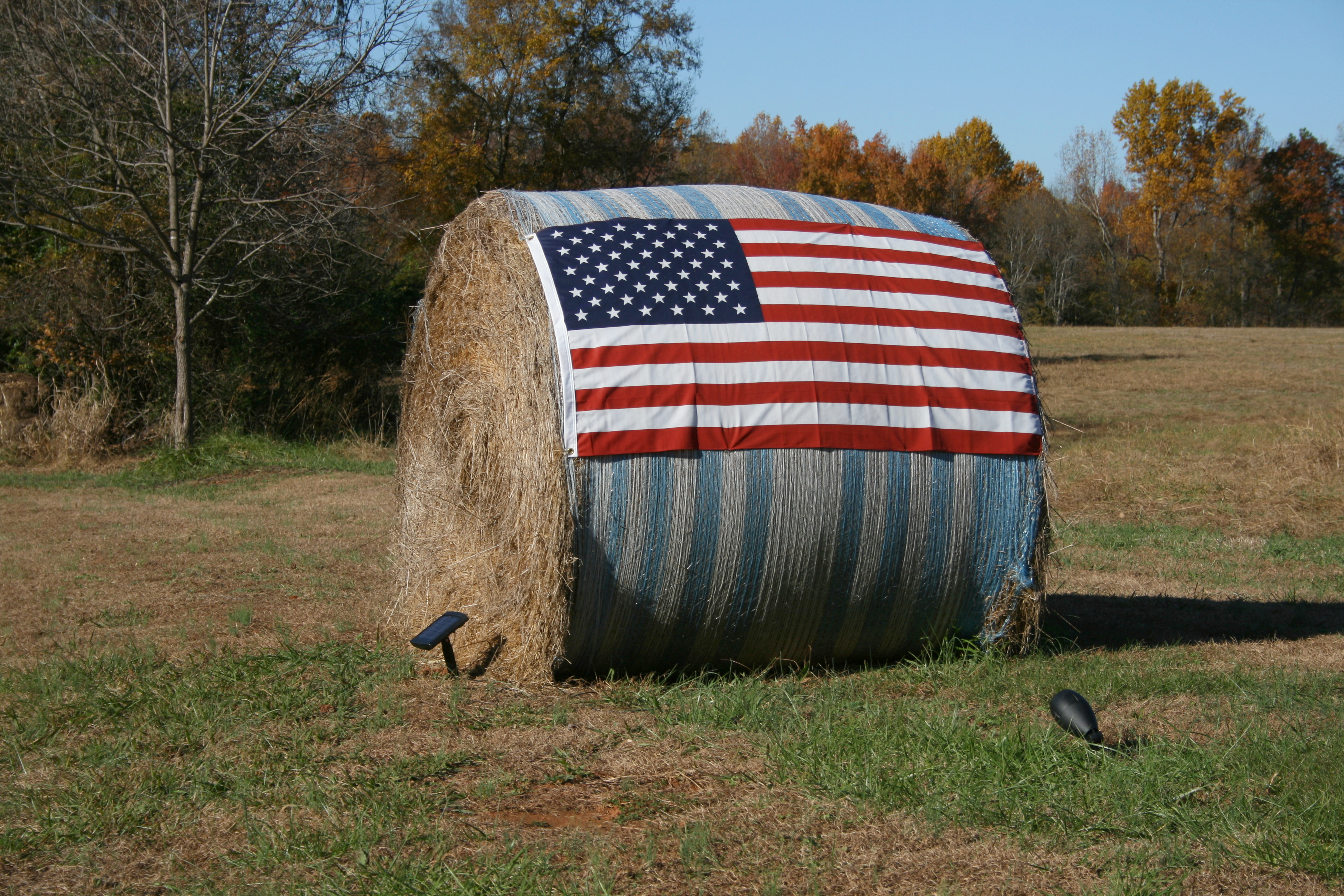
Heuballen mit US-Flagge in North Carolina

Der Patriotismus in den Vereinigten Staaten ist im Kontext einer hauptsächlich aus Einwanderern bestehenden Gesellschaft zu verstehen. Dadurch unterscheidet er sich von entsprechenden Erscheinungen in europäischen Nationalstaaten. In diesem Zusammenhang erfüllt Patriotismus auch oder hauptsächlich die Funktion, Menschen aus unterschiedlichen, teilweise auch gegeneinander feindlich eingestellten Kulturkreisen die Integration zu erleichtern.

## Symbole des Patriotismus in den USA

### Flagge
Das Sternenbanner wird in den USA nicht nur selbstverständlich an öffentlichen Gebäuden gehisst, sondern findet sich auch in vielen Privatgrundstücken oder, als Aufkleber, auf Autos wieder. Wie die Flagge zu präsentieren ist, und wie sie nicht verwendet werden darf, ist in einem Bundesgesetz geregelt (National Flag Code, seit dem 14. Juni 1923, der seitdem als Flag Day gefeiert wird). So ist es beispielsweise Geschäftsinhabern untersagt, die Flagge im Schaufenster zu präsentieren, wenn sie sich damit gegenüber der Konkurrenz als patriotisch hervorheben wollen. Auch die Verwendung von Sternen und Streifen zur Dekoration von Gebrauchsartikeln unterliegt Beschränkungen. Werden die Flaggen eines Bundesstaates und der USA gemeinsam präsentiert, so darf die Flagge des Bundesstaates nicht höher als die Nationalflagge hängen. Der National Flag Code ist aber nicht strafbewehrt.

### Fahneneid
Der Fahneneid wird in US-amerikanischen Schulen vor Unterrichtsbeginn gemeinsam gesprochen. Hierzu stehen alle auf, wenden sich der Flagge zu, legen die rechte Hand aufs Herz und sprechen den Text gemeinsam:
I pledge allegiance to the Flag
of the United States of America
and to the Republic for which it stands,
one nation under God, indivisible,
with liberty and justice for all.
(Ich gelobe Treue der Flagge der Vereinigten Staaten von Amerika und der Republik,
für die sie steht, eine Nation unter Gott, unteilbar, mit Freiheit und Gerechtigkeit für alle.)
Im Jahr 1945 wurden die Worte »under god« hinzugefügt. Dieser Zusatz wurde 2002 von einem kalifornischen Gericht als "nicht verfassungsgemäß" und ungeeignet für die Verwendung an Schulen bezeichnet.
Der ursprüngliche Text stammt von Francis Bellamy (1855–1931), einem christlichen Sozialisten.

### Der 4. Juli
Der 4. Juli als Tag der Unabhängigkeitserklärung (1776) wird im ganzen Land mit Umzügen, Grillfesten und Feuerwerk gefeiert.

### Nationalhymne
Die Nationalhymne wird bei öffentlichen Veranstaltungen wie etwa einem Baseballspiel gesungen. Hierbei gelten Verhaltensregeln, die ebenfalls im Flag code kodifiziert sind.